# Distretto di Justo Apu Sahuaraura
Il distretto di Justo Apu Sahuaraura è un distretto del Perù nella provincia di Aymaraes (regione di Apurímac) con 1.037 abitanti al censimento 2007 dei quali 381 urbani e 656 rurali.
È stato istituito il 27 settembre 1984.